# نوراشن (تاووش)
نوراشن (به ارمنی: Նորաշեն) یک روستا در ارمنستان است که در استان تاووش واقع شده‌است.  در  کیلومتری شمال ایجوان، مرکز استان تاووش واقع شده است.

## خصوصیات
نوراشن ۱٬۶۷۷ نفر جمعیت دارد و در ارتفاع  متر بالاتر از سطح دریا قرار گرفته است.

## نگارخانه

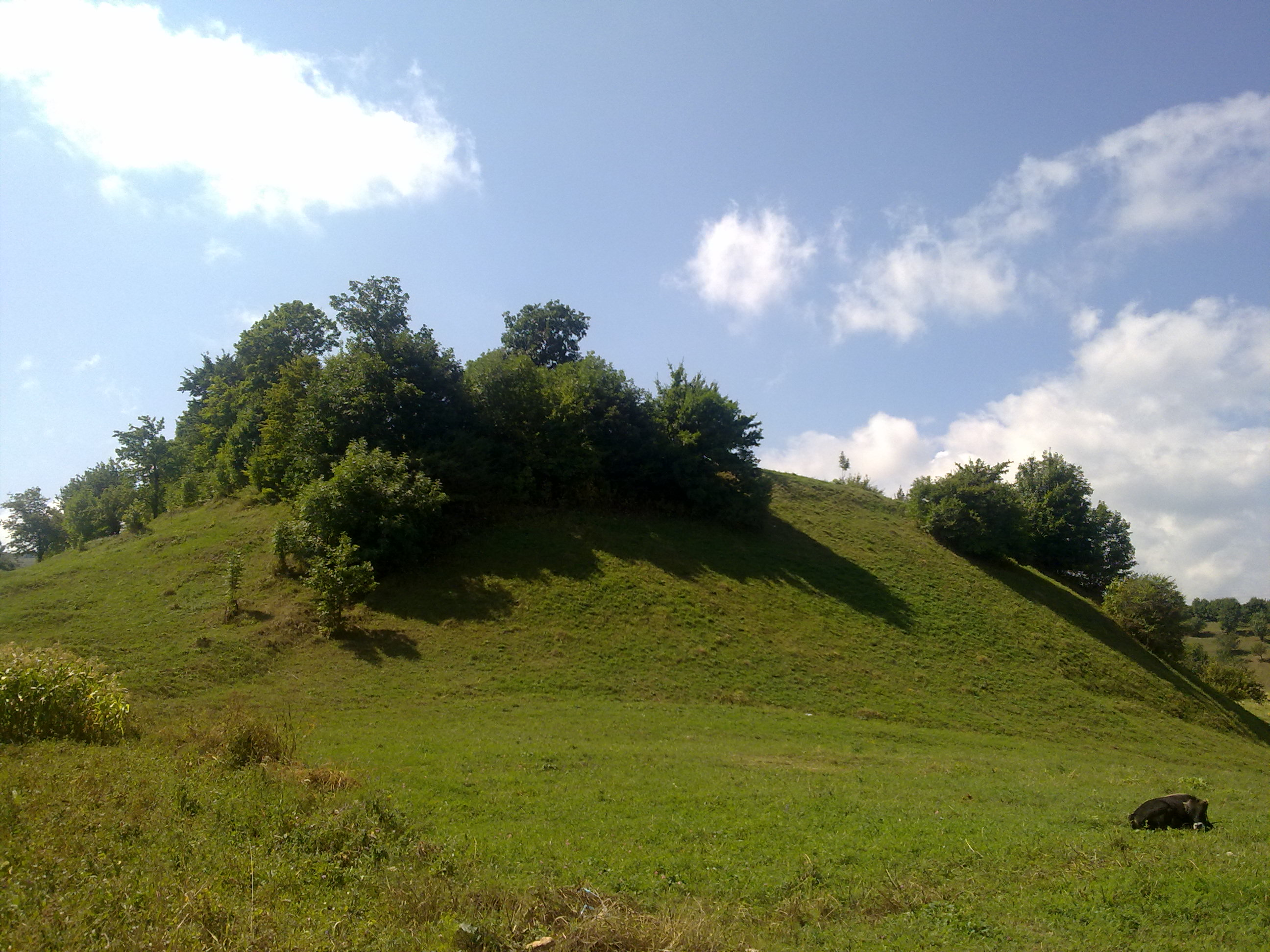
The cyclopean fort
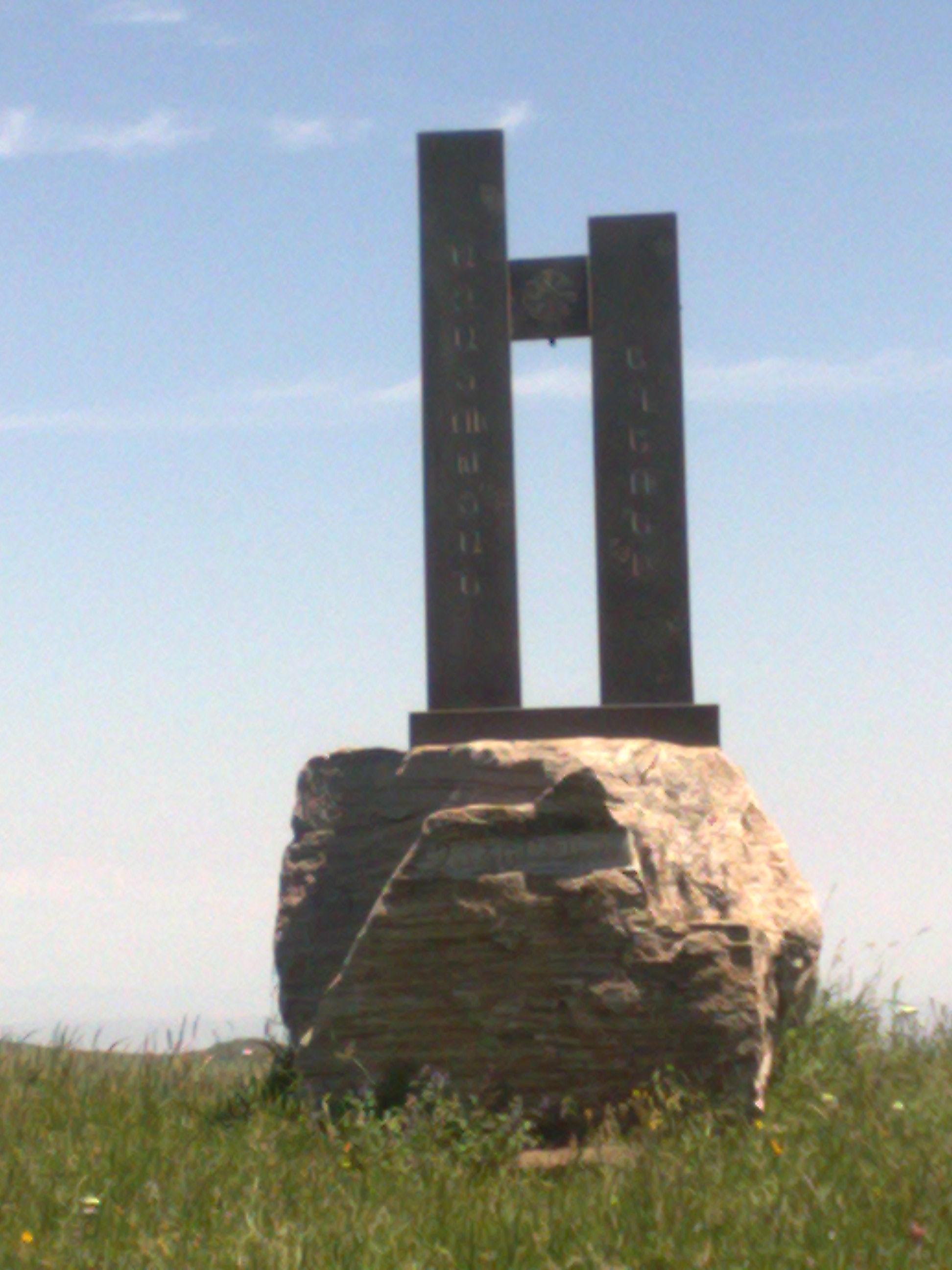
نسل‌کشی ارمنی‌ها memorial
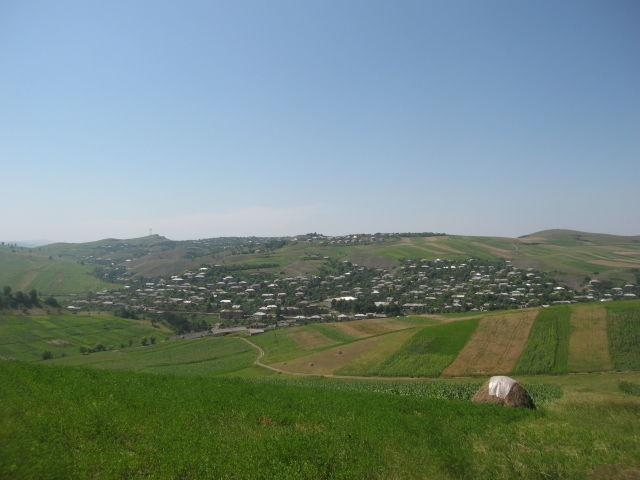
General view
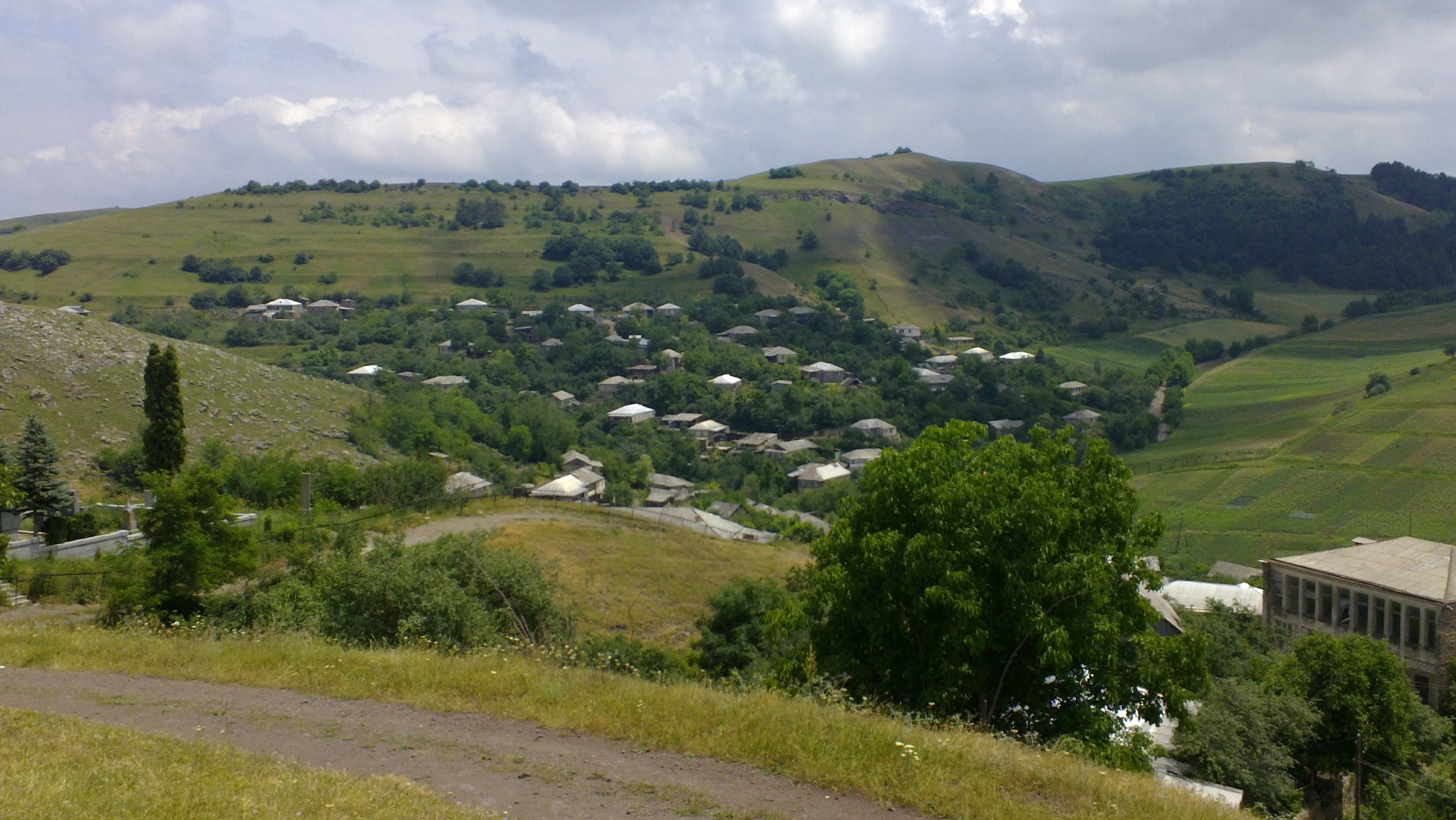
The village in June 2012